# خوسيه بيريز أدان
خوسيه بيريز أدان (بالإسبانية: José Pérez Adán)‏ هو عالم اجتماع إسباني، ولد في 1952.